# Usine North American de Kansas City

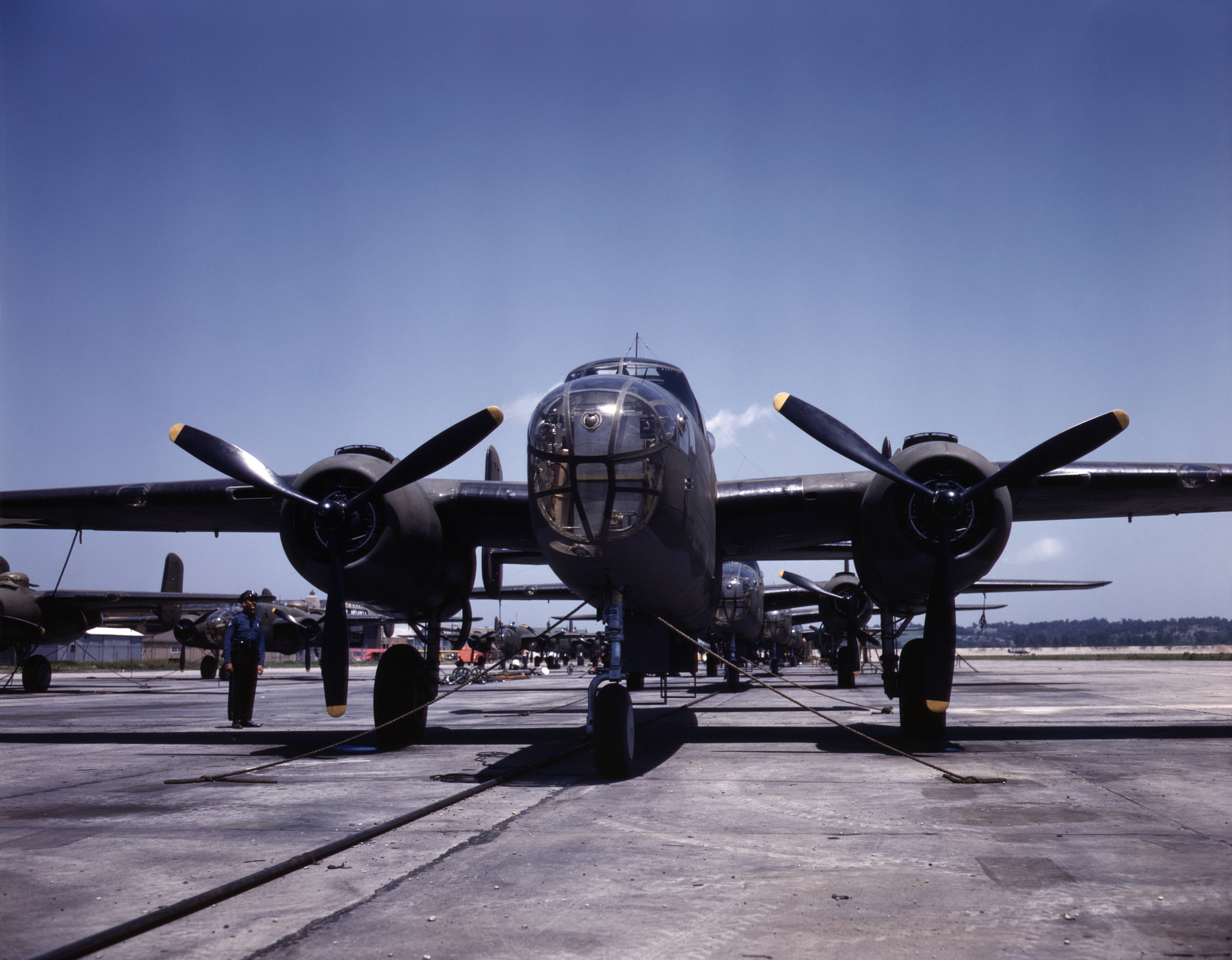
B-25 prêt pour les essais en vol à Kansas City en 1942.

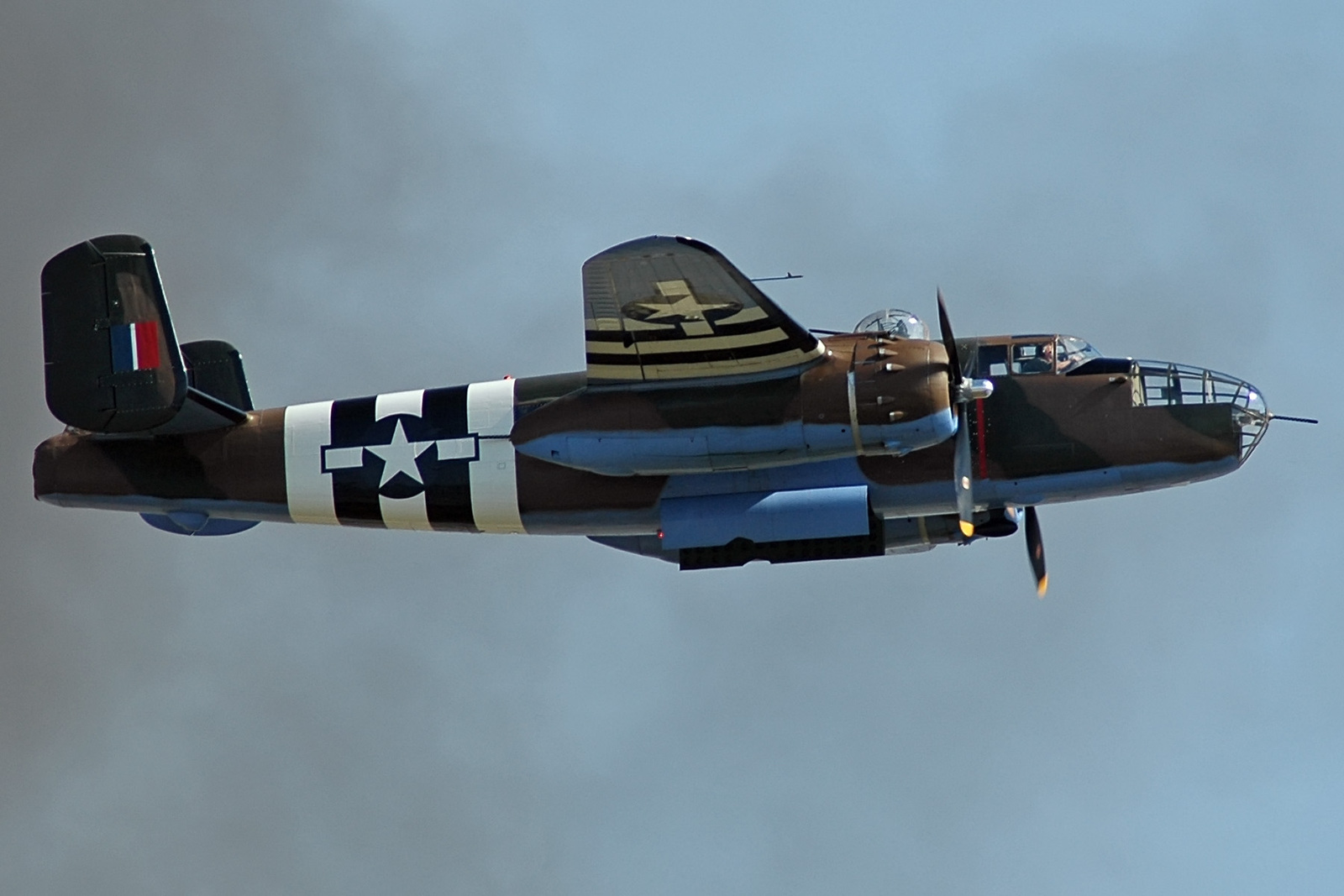
Le B-25 Mitchell : « cauchemar de l'Axe »

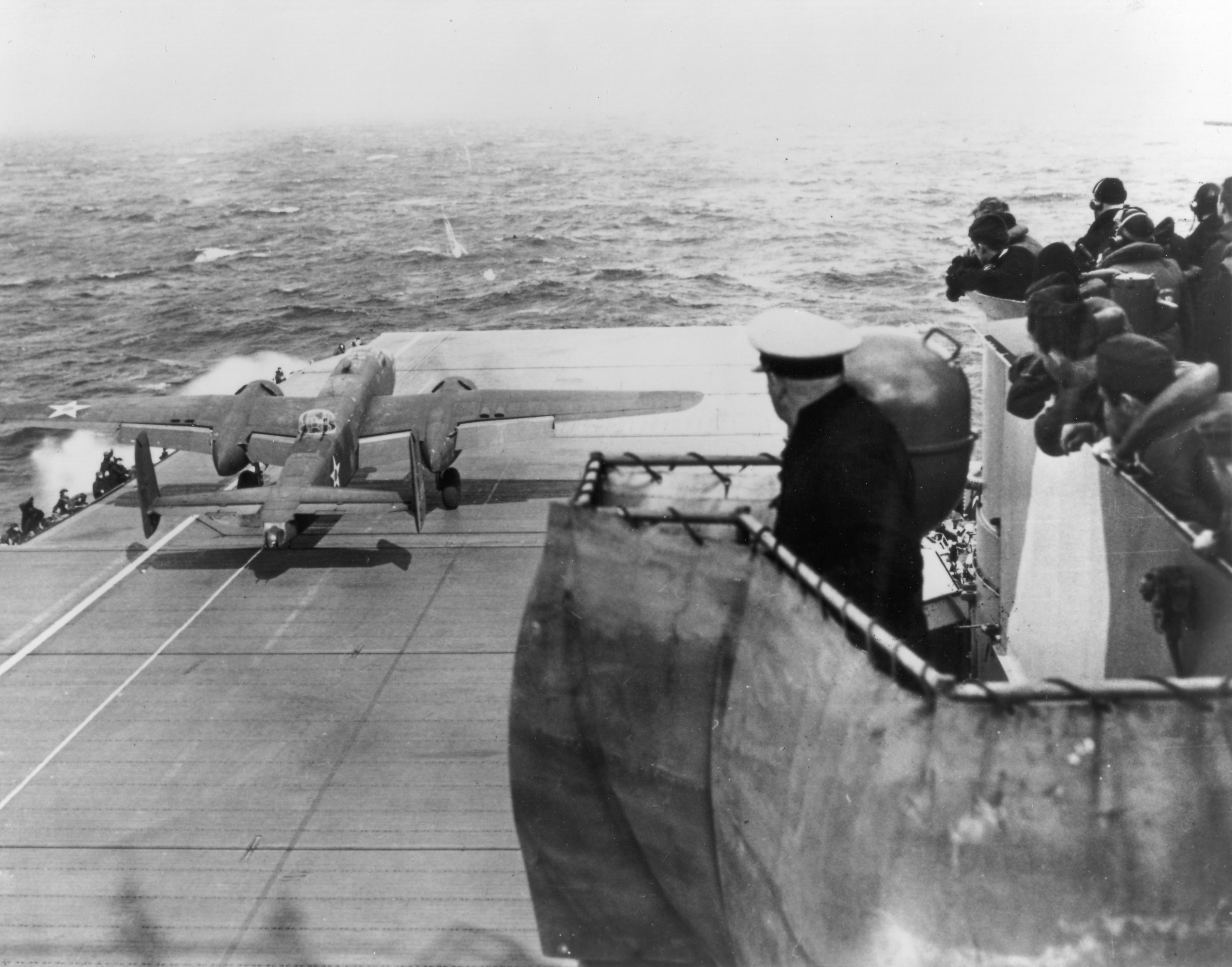
Décollage depuis le pont du USS Hornet d'un B-25 participant au fameux raid de Doolittle sur Tokyo le 18 avril 1942

L'usine North American de Kansas City est une importante usine de construction aéronautique, située à Kansas City (Kansas), aux États-Unis. Pendant la Seconde Guerre mondiale, des bombardiers B-25 Mitchell y furent construits par la firme North American Aviation, Inc. La General Motors Corporation y assembla ensuite des automobiles jusqu'en 1987.
L'usine était connue sous les noms de « Kansas City Bomber Plant » ou de « Fairfax Bomber Plant » (Usine de bombardiers de Fairfax), d'après le nom de la zone industrielle où elle était implantée, et qui fut annexée par la ville de Kansas City (Kansas) en 1966.

## Chronologie
- 1940 : le 7 décembre, annonce de la construction d'une usine de bombardiers à Kansas City.
- 1941 : en mars, début des travaux.
- 1941 : début décembre, mise en service de l'usine.
- 1941 : le 23 décembre, le premier B-25 sort de l'usine.
- 1942 : le 3 janvier, premier essai en vol d'un B-25 construit dans l'usine.
- 1942 : en juillet, nouvelles constructions destinées à l'assemblage de B-29, finalement annulé
- 1944 : la production de B-25 d'Inglewood (Californie) est transférée à Kansas City.
- 1945 : en août, construction du dernier B-25.
- 1946 : General Motors démarre l'assemblage d'automobiles
- 1987 : fermeture et démolition de l'usine

## Les origines
Après les premiers succès de l'Allemagne nazie, en mai et juin 1940, le président Roosevelt demanda au Congrès une augmentation du budget de la Défense et envisagea de porter à 50 000 avions par an les capacités de production de l'industrie aéronautique américaine. Cela supposait de multiplier par trois la surface des usines et par cinq la main-d'œuvre nécessaires. Pour surmonter les hésitations des industriels, il fut décidé qu'un organisme public, la Defense Plant Corporation, prendrait en charge le financement des nouvelles installations, qui seraient louées aux entreprises privées. Ces usines furent connues pendant la guerre comme government-owned, contractor-operated ou GOCO.
L'US Army Air Corps (USAAC), commandé par le général Arnold, envisagea d'abord la construction de deux usines GOCO pour produire chaque mois 200 bombardiers moyens dans l'une et 100 bombardiers lourds dans l'autre. Pour des raisons de sécurité et pour mieux répartir l'industrie aéronautique sur le territoire des États-Unis, ces usines devaient être construites à l'intérieur du pays. À l'automne 1940, la ville d'Omaha (Nebraska) fut sélectionnée pour accueillir une usine de bombardiers B-26, et Tulsa (Oklahoma) pour une usine de quadrimoteurs B-24. Le 7 décembre 1940, fut annoncée la construction de deux usines supplémentaires : l'une à Fort Worth (Texas) pour des B-24 et l'autre à Kansas City (Kansas) pour des bombardiers moyens B-25. Cet appareil avait été conçu par la firme North American Aviation d'Inglewood (Californie) et c'est également elle qui devait exploiter l'usine de Kansas City.

## La construction
Le site de 30 hectares sélectionné par l'AAC s'étendait au nord de la ville de Kansas City (Kansas), dans le Fairfax Industrial District, entre Reimer Road et le Missouri. Il était également contigu à l'aéroport de Fairfax, qui était susceptible d'être agrandi. Le président de North American Aviation, James H. Kindelberger, donna son accord après une visite sur place. Le levé topographique commença aussitôt et des contrats furent signés au cours des semaines suivantes avec des entreprises de bâtiment et travaux publics. Le 8 mars 1941, fut donné le premier coup de pioche au cours d'une cérémonie à laquelle assistèrent cinq mille personnes, en présence du gouverneur du Kansas, Payne Ratner, et du président de North American Aviation. L'US Army Corps of Engineers et l'entreprise de construction McDonald, Tarteon and Patti, de Saint-Louis et Kansas City, partagèrent la responsabilité de la construction.
Des niveleuses préparèrent le terrain et fin mars on commença à couler le béton des fondations destinées à recevoir les structures métalliques. L'usine devait comprendre d'une part 14 travées de 15,25 m (50 pieds) de large et 320 m de long et un atelier destiné à l'assemblage final de 228 m par 61 m pour une hauteur de 9,8 m. Fin mai, la construction du premier volume de 14 travées était terminée et les ouvriers commençaient le montage de l'atelier d'assemblage. Pendant l'été 1941, le gros œuvre fut achevé et en septembre l'éclairage fluorescent mis en place. L'usine était en effet du type blackout, c'est-à-dire sans fenêtres, et climatisée, une des premières dans ce cas. Les couleurs des peintures extérieures, y compris celle des toitures, avaient été spécialement conçues pour se fondre dans le paysage. Le bâtiment principal couvrait 93 000 m2, auquel il fallait ajouter cinq petits bâtiments auxiliaires, comme la centrale électrique et un poste de police.
Les commandes de machines et équipements avaient été approuvées en haut lieu et étaient classées prioritaires. North American Aviation envoya une douzaine de cadres d'Inglewood à Kansas City tandis que 140 techniciens recevaient une formation de contremaitre avant de les rejoindre. Pendant l'été, les premières pièces détachées fabriquées à Inglewood arrivèrent au Kansas, où l'on commença à fabriquer les gabarits d'assemblage nécessaires à la construction des avions. L'Army Air Force prit possession de l'aérodrome de Fairfax et y aménagea quatre pistes de 45 m de large et d'une longueur moyenne de 1 745 m. À la mi-octobre, l'usine était achevée à 91 pour cent et en novembre les trois premiers B-25 étaient en cours d'assemblage.
Une fois terminée et équipée, l'usine avait coûté plus de 11 millions de dollars. L'Army Air Force passa une première commande de 1 200 bombardiers B-25. Kindelberger avait annoncé en août 1941 que l'inauguration de l'usine aurait lieu après la construction du premier B-25. La date du 9 janvier 1942 fut d'abord annoncée et une journée portes ouvertes était même prévue. Mais l'attaque japonaise sur Pearl Harbor vint bouleverser ces plans. Une cérémonie réduite eut lieu le 23 décembre 1941 pour marquer l'achèvement du premier B-25, qui commença ses essais en vol le 3 janvier 1942.
En 1942, un consortium fut chargé de la construction du nouveau bombardier lourd de Boeing, le B-29. North American Aviation reçut une commande de 200 appareils et décida de les construire à Kansas City, à côté des B-25. Étant donné les dimensions du B-29, un nouvel atelier plus haut dut être construit à partir de juillet 1942. Connu sous le nom de « high bay », il mesurait 323 mètres de long et 107 mètres de large et sa hauteur était le double de celle de l'atelier d'assemblage final du B-25. Mais, alors que la construction de l'atelier était en cours et que les commandes d'équipements avaient déjà été passées, l'AAF changea ses plans et décida au contraire d'accroître la production du B-25 à Kansas City. Le nouvel atelier fut terminé en mars 1943 et la construction des B-25 y démarra au cours de l'été suivant.

## La production
La production démarra lentement puisque durant les quatre premiers mois de 1942, onze appareils seulement furent acceptés par l'AAF. Les machines commandées n'avaient pas toutes été livrées et la main-d'œuvre n'avait pas encore atteint l'efficacité requise. Les six premiers B-25 en pièces détachées avaient été livrés par l'usine d'Inglewood. Les suivants furent expédiés à des phases d'assemblage plus ou moins avancés. À partir du 101e, les travailleurs de Kansas City réalisaient 45 pour cent de l'assemblage, proportion qui s'éleva jusqu'à 62 pour cent, le restant étant réalisé par des sous-traitants, le principal étant Fisher Body, dont la part s'élevait à 29 pour cent, notamment des sous-ensembles du fuselage et des ailes. D'autres entreprises fournissaient les moteurs, les hélices, les roues, les pneus et les instruments. L'usine de Kansas City, qui n'était d'abord qu'une simple usine d'assemblage, se transforma peu à peu en un véritable centre de fabrication.
En 1944, l'usine réussit à livrer 251 appareils par mois à l'AAF. La même année, la production de B-25 d'Inglewood fut transférée à Kansas City pour que l'usine californienne se consacre entièrement à la fabrication des P-51 Mustang. Le directeur de l'usine à partir de novembre 1943, Harold Raynor, mit en place de nouvelles méthodes de fabrication pour atteindre ce résultat. Les B-25 furent assemblés à partir de cinq sous-ensembles (partie avant, partie centrale, fuselage arrière, ailes et empennage), eux-mêmes divisés en un certain nombre de composants et ainsi de suite jusqu'au niveau le plus simple. Chaque ouvrier n'avait qu'un nombre de tâches simples à accomplir, qui n'exigeaient que peu de qualification et d'expérience.
| 1942 | 1943  | 1944  | 1945  | Total |
| ---- | ----- | ----- | ----- | ----- |
| 435  | 1 701 | 3 012 | 1 460 | 6 608 |

## Le personnel
Au début de 1942, l'usine employait 1 358 personnes, dont un certain nombre d'ouvriers qualifiés venus de Californie, les autres fraîchement émoulus de deux centres de formation établis à Kansas City. Dans un premier temps, seuls les hommes de 18 à 35 ans étaient acceptés, mais cette situation changea bientôt en raison du service militaire et des engagements volontaires. Des hommes plus âgés puis des femmes furent embauchés. Comme dans beaucoup de nouvelles usines du Midwest, très peu de ces nouveaux ouvriers avaient une quelconque expérience du travail en usine. Une forte proportion était constituée d'anciens agriculteurs, de femmes au foyer, d'employés de bureau ou de vendeurs.
Les efforts qu'ils firent pour maîtriser leur nouveau métier contribuèrent au succès de la construction des B-25 à Kansas City. Les motivations du personnel étaient doubles : une très forte éthique du travail et le patriotisme, qui s'exprimait dans des mots simples : « battre l'Axe », « nous avions tous une cause pour laquelle nous travaillions », « construisons ces avions et gagnons la guerre ! ». Les salaires versés aux travailleurs de la construction aéronautique étaient en moyenne de 25 dollars par semaine en 1940, mais ils dépassaient 55 dollars en 1945.
Les femmes occupèrent d'abord des emplois de bureau ou de magasinier, mais à partir de mars 1942, les centres de formation commencèrent à les accueillir. À l'automne 1942, 27 pour cent du personnel était féminin et un an plus tard la proportion s'élevait à 39 pour cent, soit 9 125 femmes sur 23 500 travailleurs, l'effectif maximum atteint par l'usine. Cette proportion correspondait à la moyenne nationale dans la construction aéronautique. Les femmes travaillaient alors dans pratiquement tous les services de l'usine et occupaient de nombreux postes dans les ateliers.
Au démarrage du projet, le président de North American, Kindelberger, fit savoir qu'aucun Noir ne serait directement occupé dans l'usine à la construction des avions, ce qui déclencha les protestations du maire de Kansas City, d'un sénateur et des organisations de défense des Afro-Américains. Une situation similaire prévalait dans de nombreuses usines si bien que devant la menace brandie par des syndicalistes noirs d'une grande marche sur Washington, le président Roosevelt nomma un comité qui énonça l'« Executive Order 8802 », le 25 juin 1941, établissant qu'il ne devait y avoir « aucune discrimination dans l'emploi des travailleurs des industries de la défense ou de l'État en raison de la race, de la religion, de la couleur ou des origines nationales ». Un Fair Employment Practice Committee fut créé pour enquêter sur les cas de discrimination.
Pour ne pas prendre le risque de perdre des contrats fédéraux, la direction de North American à Kansas City accepta d'embaucher des ouvriers « non blancs » dans une proportion égale à leur pourcentage dans la population de Kansas City, soit 10 pour cent. Quelques ouvriers noirs furent formés et travaillèrent effectivement à la construction des avions. En octobre 1943, ils représentaient 5,5 pour cent du personnel, mais la plupart travaillaient dans le « Department 47 », chargé de l'entretien et de divers services, et pas à la production. La situation était pire dans de nombreuses usines du Grand Kansas City, mais la discrimination était manifeste chez North American.
Deux équipes de dix heures se relayaient chaque jour à l'usine, six jours par semaine, ce qui fatiguait le personnel, laissait peu de temps pour la vie de famille et rendait encore plus aiguës les difficultés de transport. Cette organisation était aussi l'une des causes d'un fort absentéisme — il s'élevait à 8,2 pour cent en janvier 1943. C'est pourquoi la direction de l'usine introduisit en octobre 1943 un jour de repos supplémentaire dans la semaine tous en conservant les deux équipes de dix heures. La distribution de « War bonds » et d'autres mesures incitatives contribuèrent à réduire l'absentéisme, qui tomba à 3,2 pour cent au début de 1945. Des arrêts de travail paralysèrent néanmoins l'usine en octobre 1944, provoquant la colère d'un groupe de militaires qui s'en prit violemment au piquet de grève.
North American encourageait ses employés à acheter des War Bonds, à donner leur sang à la Croix-Rouge et à donner de l'argent ou des vêtements aux organisations humanitaires. Ils y étaient notamment incités par deux journaux destinés au personnel de l'entreprise : le North Ameri-Kansan, un hebdomadaire centré sur l'usine de Kansas City, et Skyline, un bimensuel distribué dans les trois usines de l'entreprise et donnant des informations plus générales.

## Fermeture et reconversion

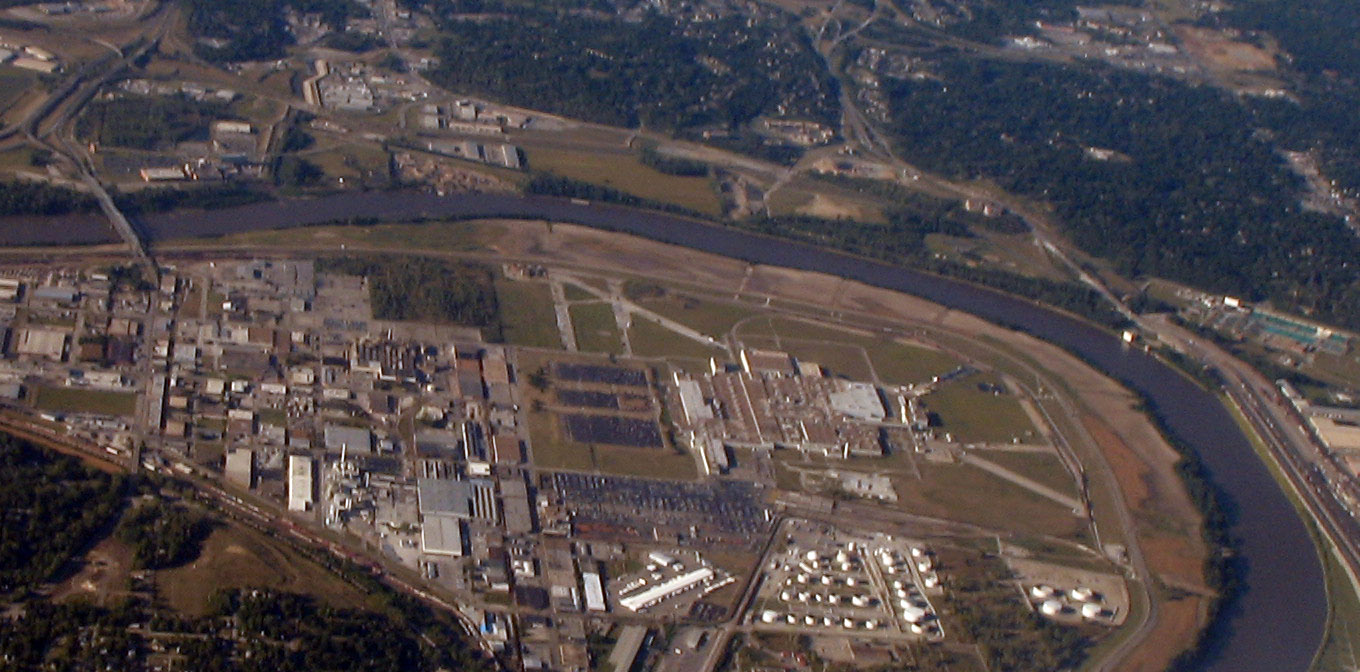
Vue aérienne du site en 2007 : à dr. l'usine d'assemblage de General Motors sur l'ancien aérodrome de Fairfax ; l'usine de bombardiers se trouvait entre le pont sur le Missouri à gauche et l'aérodrome.

La production de l'usine battit des records au début de 1945 : 315 appareils sortirent des ateliers en janvier, plus l'équivalent de 20 autres en pièces détachées. Le niveau de production demeura élevé au cours des trois mois suivants. L'usine se lança parallèlement dans une autre aventure : le projet Lockheed P-80 Shooting Star, deuxième chasseur américain à réaction. Une partie du nouvel atelier (high bay) fut réservé à la fabrication du P-80. Mais la capitulation de l'Allemagne, le 8 mai 1945, entraîna la réduction des commandes de B-25, un appareil mal adapté à la guerre du Pacifique, et l'annulation du programme P-80. Quinze cents travailleurs furent aussitôt licenciés et l'effectif diminua au cours des mois suivants. Après la capitulation du Japon, le 14 août, toutes les commandes de B-25 furent annulées. Il restait encore 7 600 personnes à l'usine, dont 4 680 furent licenciées au cours de la semaine suivante. Le personnel restant se consacra à des commandes spéciales pour l'AAF, à la fabrication de pièces détachées et à la finition des appareils en cours de construction.
L'usine fut ensuite fermée et ses installations louées, d'abord à deux compagnies aériennes, Transcontinental et Western Air, qui utilisèrent le centre de modification. Le 7 novembre 1945, la General Motors signa un contrat de location d'une autre partie de l'usine pour y fabriquer des voitures. Les premières, des Buick, Oldsmobile et Pontiac, commencèrent à sortir des chaînes dès le mois de juin 1946. Pendant la guerre de Corée, General Motors fabriqua dans une partie de l'usine des avions de chasse à réaction F-84 Thunderstreak. En 1960, General Motors acheta l'usine, qui devint la « GM Fairfax Assembly Plant », dans laquelle des voitures furent fabriquées jusqu'en 1987. Une nouvelle usine fut ensuite construite sur l'emplacement de l'aéroport voisin de Fairfax. Peu après les anciens bâtiments de l'usine de bombardiers furent rasés.

## Voir également
- Complexe militaro-industriel des États-Unis
- Usine Glenn L. Martin d'Omaha
- Usine Lockheed Martin de Marietta
- Usine Boeing de Wichita

## Sources
- Richard Macias, « We All Had a Cause : Kansas City's Bomber Plant, 1941-1945 », Kansas History, vol. 28, no 4, hiver 2005-2006, pp. 244-261.
- Bill Yenne, The American Aircraft Factory in World War II, Saint Paul (Minnesota), Zenith Imprint, 2006.  (ISBN 0760323003)
- R. Douglas Hurt, The Great Plains During World War II, Omaha, University of Nebraska Press, 2008.